# Realtimebesturingssysteem
Een realtimebesturingssysteem (Eng: Real-time operating system, RTOS) is een besturingssysteem waarin de realtime-aspecten de nadruk hebben. Dit wil zeggen dat taken door het besturingssysteem uitgevoerd kunnen worden op door de gebruiker aangeduide tijdstippen en met een door de gebruiker opgegeven prioriteit. Realtime-besturingssystemen worden voornamelijk in toepassingsgerichte omgevingen gebruikt. Enkele voorbeelden hiervan zijn:
- Robot besturing, automatisering
- Multimedia toepassingen
- Medische toepassingen
- Militaire toepassingen

Er zijn twee soorten realtime-systemen:
- Hard realtime-systemen
- Soft realtime-systemen

## Hard realtime-systemen
Bij dit type realtime-systeem krijgt de gebruiker de garantie dat een bepaalde taak binnen de opgegeven tijd wordt uitgevoerd. Dit is bedoeld voor taken waarbij het missen van de deadlines catastrofale gevolgen kan hebben en dus niet voor mag komen. Daarom zal bij de ontwikkeling van het besturingssysteem er op worden toegezien dat vertragingen zo veel mogelijk beperkt worden. Een belangrijke factor waarop bespaard wordt is de secundaire gegevensopslag. Harde schijven en magneetbanden zijn traag in vergelijking met kortetermijngeheugens (RAM) of read-only memory (ROM). Andere factoren die een snelheidswinst opleveren zijn vereenvoudigingen in procesbeheer en CPU-beheer.
Besturingssystemen zoals Windows en Linux bieden geen ondersteuning voor hard realtime-functies.

## Soft realtime-systemen
Bij soft realtime-systemen worden minder beperkingen gesteld op het gebied van tijd. Het besturingssysteem zal taken afhandelen op basis van prioriteit. Net als bij de hard realtime-systemen worden vertragingen door secundaire opslag en besturingssysteemgebonden beheertaken zo veel mogelijk beperkt. Door het karakter van dit type realtime-systeem kan er ondersteuning aangeboden worden in besturingssystemen zoals Windows en Linux. Een nadeel is dat er geen garantie is dat deadlines onder alle omstandigheden gehaald kunnen worden, en hierdoor kunnen soft realtime-systemen ongeschikt zijn voor bijvoorbeeld industriële toepassingen en robotica. Wel blijft het besturingssysteem geschikt voor toepassingen waarbij het missen van deadlines geen ernstige gevolgen heeft, zoals multimediatoepassingen.

## Voorbeelden
Vrije software:
- eCos
- Fiasco (L4 clone)
- FreeRTOS
- Nut/OS
- Prex
- RTAI
- RTEMS
- RTLinux
- SHaRK
- TRON Project
- Xenomai
- Zephyr

Propriëtaire software:
- BeOS
- ChorusOS
- ITRON
- LynxOS
- MicroC/OS-II
- Nucleus
- OS-9
- OSE
- OSEK/VDX
- OSEKtime
- Phar Lap ETS
- pSOS
- QNX
- RMOS3
- RMX
- RSX-11
- RTX - Windows Real-time Extension
- RT-11
- RTOS-UH
- Sciopta
- VAXELN
- VRTX
- VxWorks
- Windows CE
- µnOS